# Marumomysis hakuhoae
Marumomysis hakuhoae är en kräftdjursart som beskrevs av Murano 1999. Marumomysis hakuhoae ingår i släktet Marumomysis och familjen Mysidae. Inga underarter finns listade i Catalogue of Life.